# 胡安·百慕大
胡安·德·百慕德斯（西班牙語：Juan de Bermúdez，發音：西班牙語：[beɾˈmuðeθ]），又譯胡安·德·百慕大，是16世纪的一名西班牙航海家。
1505年，百慕大所率领的船只在从伊斯帕尼奥拉岛返回西班牙的航程中遭遇风暴，航线逐渐向北偏离，并使其最终发现了百慕大群岛。皮特·马特·德安吉拉于1511年出版的《巴比伦使馆》一书中将百慕大列为大西洋岛屿之一。1515年，百慕大重新回到该岛屿，并带来了一定数量的猪，亦有不少水手被不幸留下。
百慕大在1495年至1519年之间，共计有11次前往新大陆。